# Hidelberg Ferrino
Hidelberg Ferrino (Maipú, Argentina; 15 de marzo de 1923 - Mar del Plata, Argentina; 14 de septiembre de 1997) fue un escultor, pintor, dibujante, arqueólogo, escritor y docente argentino.

## Biografía, sus comienzos
Era hijo un inspector ferroviario, Máximo Abel Ferrino y de un ama de casa, Teresa Lauría, siendo toda su ascendencia puramente italiana, nieto de inmigrantes. Aunque su hogar era modesto, siempre tuvo de parte de su familia el estímulo para dedicarse al arte en la medida en que se podía trabajar. Se dedicó al dibujo desde muy corta edad y en la escuela primaria ilustraba los pizarrones la clase del día y las alegorías para los actos generales del colegio. Estudiaba febrilmente su entorno, la anatomía de los animales, de las personas y todo cuanto se presentara frente a su ojo avizor.
Ya adulto, pasó por varios oficios, desde ayudante de colocador de mosaicos del recordado Francisco "Pancho" Scarpatti, quien con el tiempo fuera el fundador de APAND (Asociación Pro Ayuda Al Niño Desamparado), y de quien, con el tiempo, se le encargara un busto para un monumento. Trabajador en el ferrocarril como su padre, su abuelo, sus tíos, se jubiló con anticipación de su trabajo en las oficinas, y es cuando comenzó con su carrera de profesor de dibujo en las escuelas, habiendo dado examen para su título, en carácter de alumno libre, en la Escuela de Bellas Artes de Tandil. Ejerció la docencia en escuelas nacionales y provinciales, públicas y privadas hasta su retiro. Sin dejar jamás el dibujo, se inició en la escultura en junio de 1946 y ese mismo año fue aceptado en el Salón Nacional de Buenos Aires con su segunda obra en escultura, “Don Julio”, el retrato de su primer suegro, considerada por la crítica especializada entre los seis mejores retratos expuestos, según los medios periodísticos del momento. Fue Chacho Waks, escultor marplatense, el que lo inició en la escultura cuando Ferrino era solo un joven pintor. Mostrándole los rudimentos de la técnica, despertó al escultor nato que comenzó a sentir, al ver el trabajo de Waks, que "eso lo podía hacer". Esa misma tarde, cuenta la historia, Ferrino buscó en los depósitos de los galpones del ferrocarril en el que trabajaba, para escontrar toscos terrones de arcilla que llevó a su casa, molió y amasó luego de mojados, para sentar en una silla luego a su reciente esposa, Juanita, y hacerle el fiel retrato en una noche. Ese fue el comienzo de una pasión artística que lo acompañó de por vida.

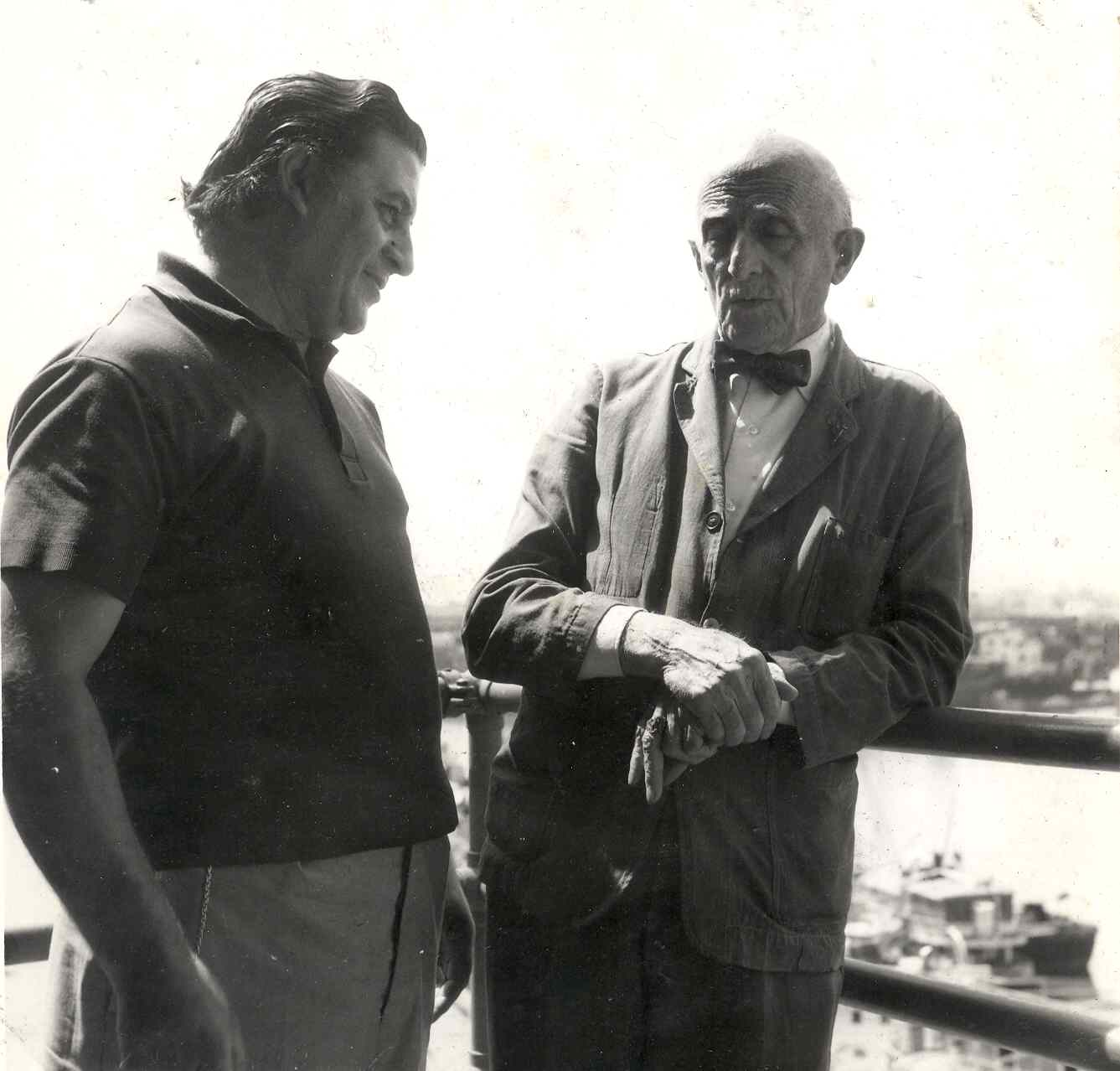
Hidelberg Ferrino con el maestro de La Boca, Benito Quinquela Martín

Becado por el gobierno nacional y los gobiernos provinciales varias veces entre 1950 y 1953, recorrió todo el Noroeste Argentino, especialmente la provincia de Catamarca, viajes que le permitieron despertar su pasión por la cultura aborigen y emplear a los nativos diaguitas como recurrente tema de inspiración a lo largo de toda su prolífica trayectoria. De este modo, pastorcitos, ancianos y niños, maternidades, olleras, tejedoras, fueron sus temas predilectos a los que incorporó, con el tiempo, el tema de los caballos, que lo caracterizó como un gran conocedor del tema equino, además de incursionar en expresiones cotidianas y místicas con esculturas solo de manos. Ferrino amaba la imagen maternal y también fue tema de esculturas y numerosos monumentos, junto a próceres y personas destacadas de la historia argentina e internacional.

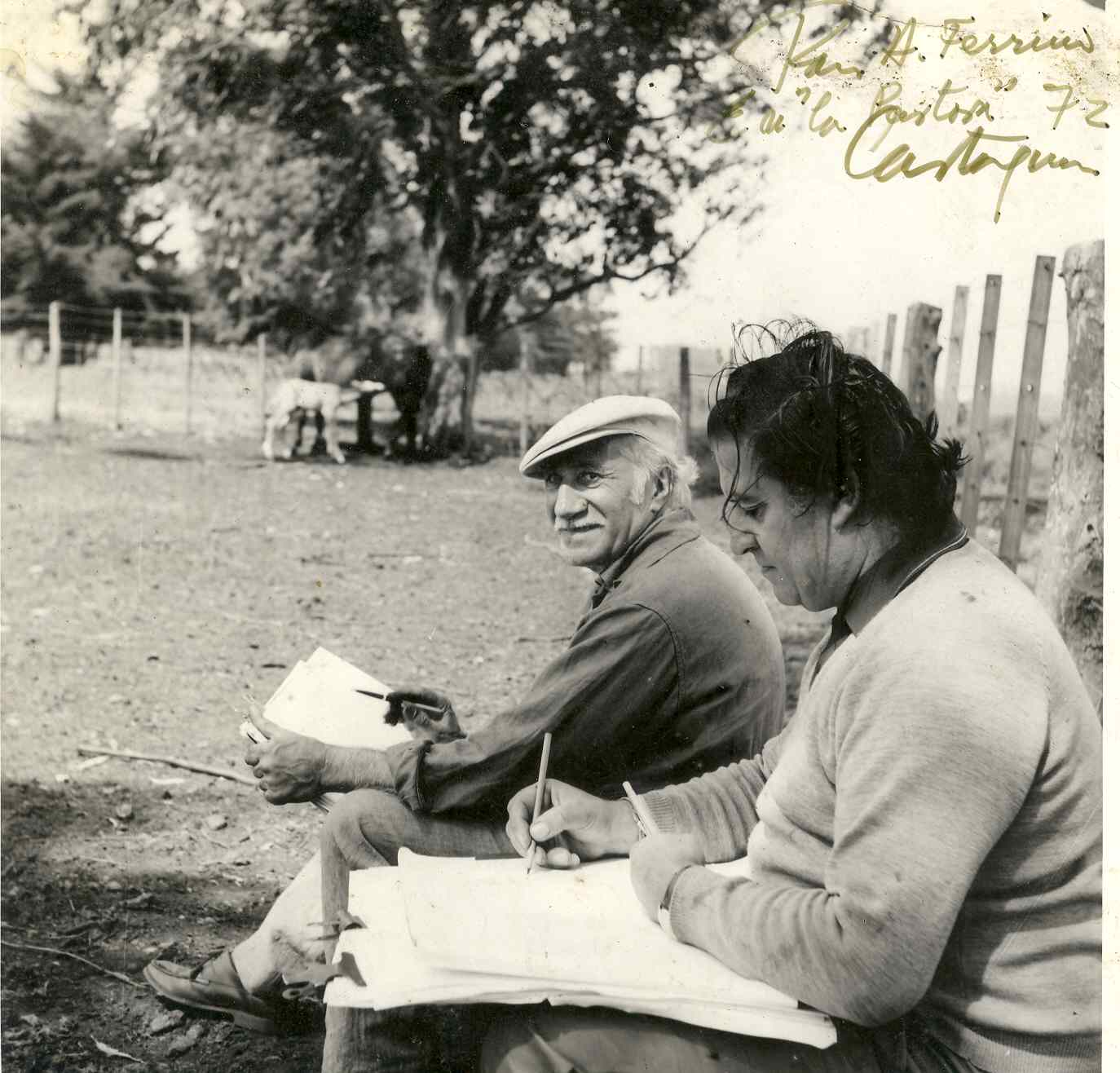
Ferrino dibujando con Juan Carlos Castagnino en la estancia "La Pastora".

También emprendió varios viajes de investigación y de estudios a Europa, centrando su interés en Grecia, Egipto, España e Italia.

## Una vida de trabajo intenso
Apasionado en el tema de la cultura, su quehacer fue muy polifacético, diversificándose en excavaciones e investigaciones arqueológicas sobre la cultura diaguita, escritor de libros que le valieron el galardón de la Pluma de Oro de la SADE, organizador de importantes eventos, concursos, jurado, encuentros artísticos, fundador de peñas de arte junto a sus colegas contemporáneos, todo ello sin dejar de trabajar profusamente en su taller.
Ciento cincuenta y dos monumentos realizados, de los cuales 51 son en bronce, muchos de gran envergadura, todos diferentes, hablan de un quehacer febril. Para Ferrino, trabajar en el arte era su meta, su sentido de la vida y su vida misma. Afirmaba que, "cuando le tocase partir de la Tierra, sus obras quedarían como testimonio de su paso por ella en cada pueblo y cada ciudad de la Argentina", hecho que puede comprobarse por la cantidad de poblaciones que cuentan con obras suyas.

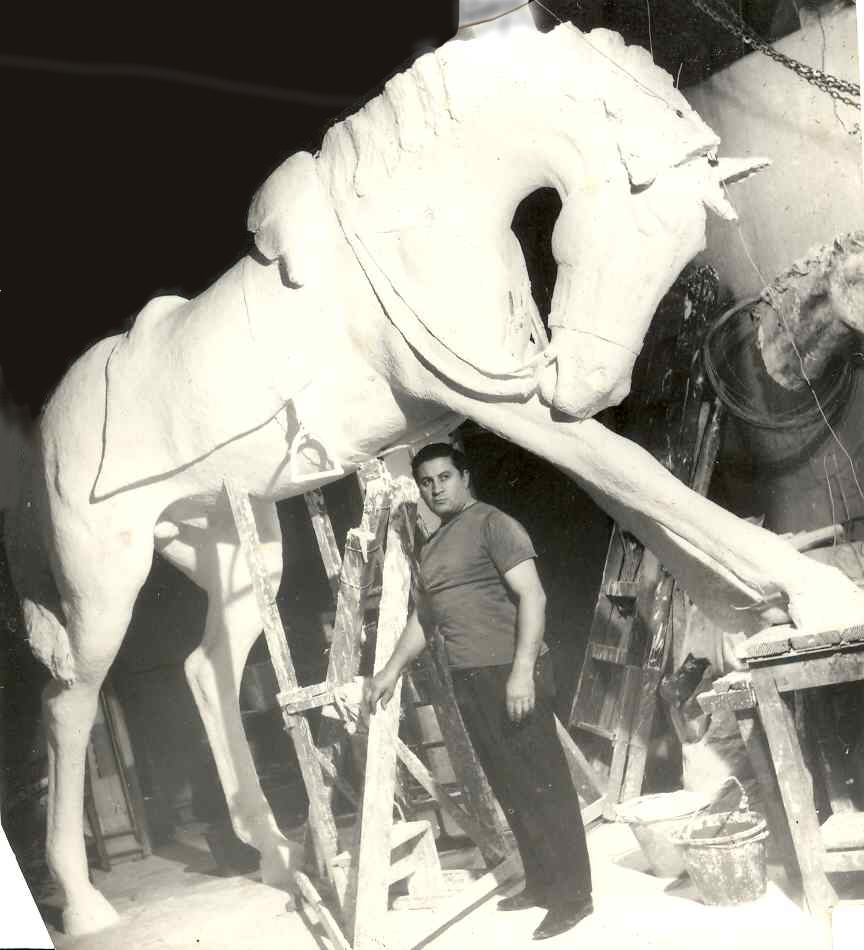
Caballo criollo del Monumento a San Martín, Tandil, Argentina
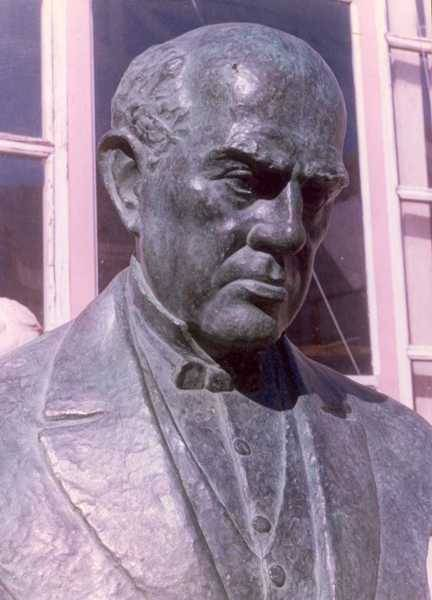
Monumento a Domingo Faustino Sarmiento, Miramar, Argentina

Miles de obras en dibujo y pintura, 988 esculturas en colecciones privadas o en su Casa Museo hablan de una pasión que solo frenó su muerte, puesto que hasta el último día dejó en su taller siete obras en plena ejecución.
El 18 de septiembre de 1953 es invitado a ingresar en los Archivos Históricos de Arte Contemporáneo de la Bienal de Venecia. Figura también en la Gran Enciclopedia Argentina de Diego Santillán, Editorial Ediar, en la Enciclopedia de Arte de América, Editorial Omeba, México, en el Diccionario de Artistas Argentinos, siglos XVIII, XIX y XX de Merlino, en “Mar del Plata, sus calles, plazas y paseos”, de Juan Néstor Guerra.
Aunque de Ferrino existen obras en los museos como el Museo de Arte Contemporáneo Juan Carlos Castagnino de Mar del Plata, el Museo de Bellas Artes de Tandil, el Museo Pedro de Mendoza de La Boca, Capital Federal, el Museo de la ciudad de La Plata, el Museo de Bellas Artes de Rauch, el maestro aseguraba que prefería que su obra estuviera en las plazas y lugares públicos, "comulgando con el aire, el cielo, las aves, a la vista de toda la gente".
No obstante haber recibido numerosas distinciones y premios muy importantes, tanto a nivel nacional como provincial y regional, Ferrino mantuvo siempre un bajo perfil al respecto, prefiriendo más trabajar que exponer su obra, aunque también fue importante su participación en muestras. 
Además de los premios en Salones Nacionales y demás salones, Ferrino recibió en 1973 la Pluma de Oro de la Sociedad de Escritores de la Provincia de Buenos Aires.
En 1974, la Orden del Tornillo otorgada por el maestro Benito Quinquela Martín, Buenos Aires.
En 1993, el Lobo de Mar a la Cultura, Fundación Toledo, Mar del Plata.
Las últimas distinciones fueron post mortem, como el título de “Ciudadano Ilustre” expedido por el Senado de la Provincia de Buenos Aires en 2005, y el de Ciudadano Ilustre de la Ciudad de Belén, Catamarca, en mayo de 2008, y Ciudadano Ilustre de la Ciudad de Maipú, Provincia de Buenos Aires, en el año 2017.
Fue arqueólogo durante 25 años conformando así una importantísima colección arqueológica diaguita que se exhibe en la Casa Museo Ferrino de Mar del Plata, y es visitada periódicamente por alumnos y estudiosos de todos los niveles educativos. En la misma Casa Museo existe un archivo periodístico de más de 3.000 publicaciones de su trayectoria.

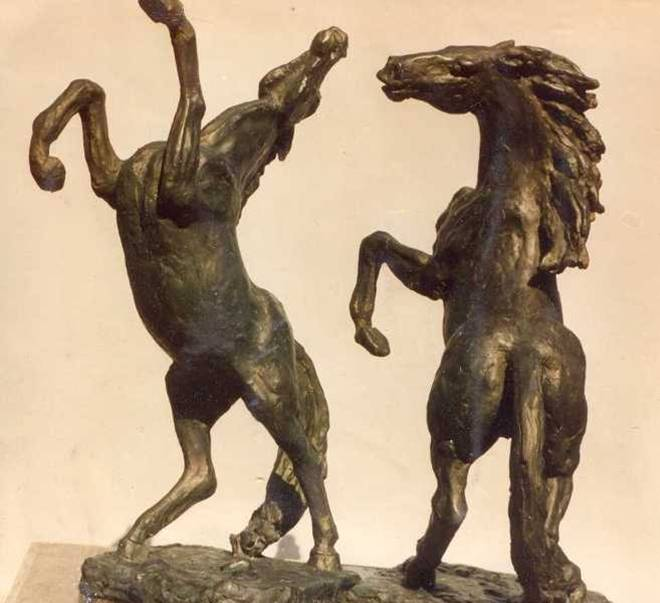
"Combate", fibrocemento
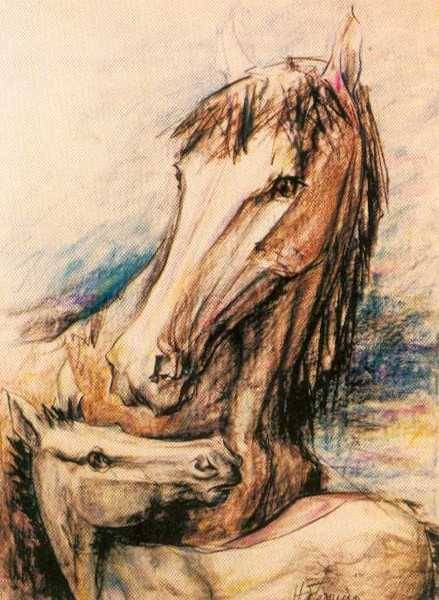
"Madre joven", pastel
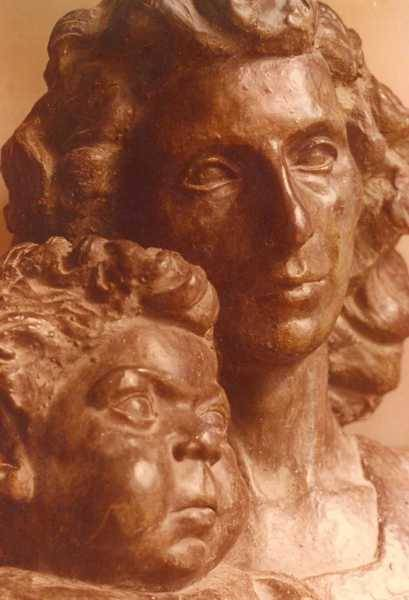
"Juanita y Alicia", fibrocemento
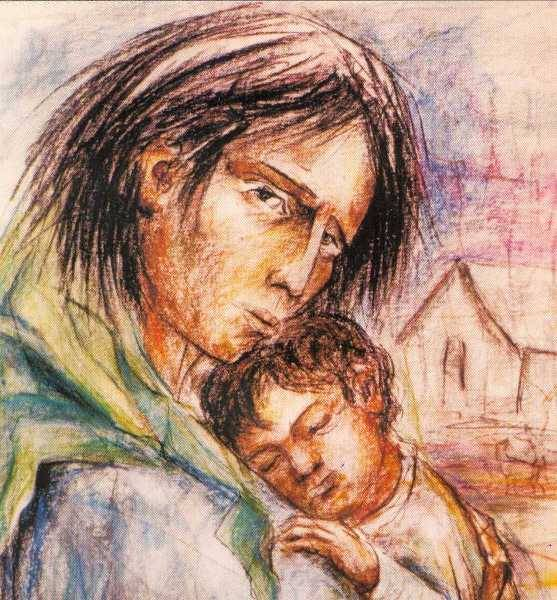
"Madre villera", pastel
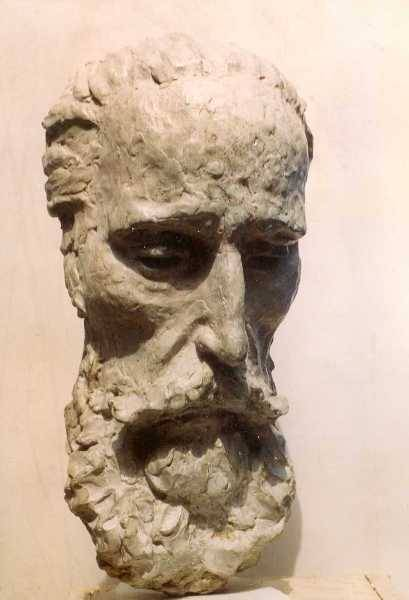
"Profeta Daniel", fibrocemento
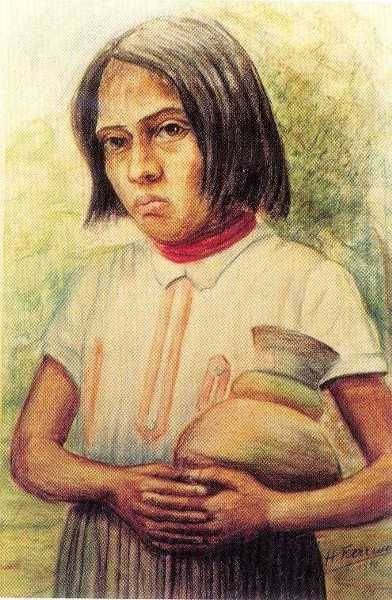
"Pastorcita del Pucará", pastel

## Obras literarias
“Por cerros y valles catamarqueños”, editorial Sarmiento, San Fernando del Valle de Catamarca, 1966, que le valió el premio de la Pluma de Oro de la S.A.D.E.
“Arte, evolución de espíritu artístico en el tiempo”, Mar del Plata, 1992.
Su autobiografía quedó inconclusa con su fallecimiento y será terminada por su esposa, la escultora Elizabeth Eichhorn, de acuerdo a los ítems que dejó para su realización.

## Su obra pública
Monumentos y obras públicas en plazas de la ciudad de Mar del Plata:
Plaza Güemes, Plazoleta Luro, Monumento a Cervantes de Mar del Plata, Plaza España, Plaza Las Avenidas, Plaza Mariano Moreno, Plazoleta Carlos Gardel, Plaza del Tango, rotonda al Leonismo, Barrio Empleados de Comercio, Plazoleta Camusso, Estadio Gral. San Martín (fachada), Campo de Doma del Museo José Hernández.
Monumentos en el país:
Ciudades de Maipú, Coronel Vidal, Castelli, Balcarce, Rauch, Miramar, Tandil, San Cayetano, Arrecifes, Nicanor Otamendi, San Fernando del Valle de Catamarca, Ciudad de Belén, Cosquín, Dolores, Lezama, Ushuaia, Mar del Plata, Pirán, Chascomús, Las Flores, Lobería, Jesús María de Córdoba.
Obras en escuelas públicas de todo el país.
Solo en la ciudad de Mar del Plata se cuentan 36 escuelas con obra de Ferrino...
También se hallan obras de su autoría en instituciones públicas y privadas, como Centros, Agrupaciones, Clubes, Asociaciones, Sindicatos, Galerías, Colonias Infantiles, Iglesias, etc.
La obra que este maestro escultor considera más descollante entre las grandes que realizó es el Monumento a Nuestra Señora de Belén, enclavada en la cumbre del cerro El Tiro de la ciudad de Belén, provincia de Catamarca, a 1.500 metros sobre el nivel del mar, modelada in situ durante tres años de ardua y difícil labor, tarea que le valió una sucesión de vivencias y relaciones de gran magnitud.

## Vida privada
Siendo muy joven, a los 22 años Hidelberg Ferrino contrae enlace por primera vez. Falleciendo su esposa, en 1978 Ferrino vuelve a contraer nupcias, esta vez con la profesora de arte y escultora Elizabeth Eichhorn.
En sus frecuentes viajes al norte argentino gracias a las becas recibidas, conoce en circunstancias fortuitas a José Dolores Fiorello, catamarqueño diputado justicialista por Pomán y luego senador con quien, pese a las diferencias políticas que nunca interfirieron (Ferrino era partidario de las ideas socialistas muy arraigadas en Mar del Plata), nace una amistad férrea que los acompañará de por vida más allá del fallecimiento de Fiorello, perpetuado en la relación estrecha entre las dos familias. En su honor, en plena construcción del Monumento a Nuestra Señora de Belén, Ferrino graba en la base-zapata de la gigantesca obra la frase que su amigo le dijese un día: "La oración es un cielo azul que pone alas al espíritu".
Grandes personalidades de la cultura y de instituciones importantes gozaron de gran amistad con Ferrino, don Félix de Ayesa (poeta e historiador), Modesto Santillán Robles (historiador, arqueólogo y masón de grado 33), Eduardo Dargolz (editor), Ismo Aimi (crítico de arte), Fernán Félix de Amador (escritor), Arturo Franco (poeta y escritor), Roberto Alonso (ingeniero naval), Sixto Martelli (escritor), Armando Chulak (humorista), pero fue Fiorello aquel a quien consideraba su hermano más allá de sus verdaderos hermanos de sangre.
Al fallecimiento de Fiorello, Ferrino da un vuelco en su vida y en el arte, marcando una nueva etapa en la que fue realizando obras de carácter simbólico y cargados de espiritualidad.